# Socket 370
Socket 370 – gniazdo procesora stworzone przez firmę Intel, które zostało początkowo zaprojektowane do obsługi procesorów Intel Celeron opartych na rdzeniu Mendocino w obudowie PPGA (300 – 533 MHz). Nowe procesory (Pentium III i Celeron na rdzeniu Coppermine, zamknięte w obudowach FC-PGA/FC-PGA2, taktowanie 500 – 1400 MHz) otrzymały wizualnie tę samą podstawkę, jednak wprowadzono drobne zmiany związane z rozkładem pinów. Podstawka zachowała wsteczną kompatybilność, jednak nowe procesory nie działają na starszych płytach głównych (pin „reset” konieczny do wystartowania procesora znajduje się w innym miejscu; próbowano to obejść łącząc 2 odpowiednie piny, jednak pozostaje problem różnicy napięcia – Mendocino 2 V, Coppermine ok. 1,5 – 1,8 V). Wprowadzając nowe procesory oparte na jądrze Tualatin (FC-PGA2; 1 – 1,4 GHz; 1,45 – 1,5 V) Intel kolejny raz zmodyfikował podstawkę, zachowując nadal częściową kompatybilność – płyty FC-PGA2 obsługiwały procesory FC-PGA.